# Ніколь Мерізай
Ніколь Мерізай (алб. Nikol Merizaj, 7 серпня 1998) — албанська плавчиня.
Учасниця Олімпійських Ігор 2016 року.